# 王君馨
王君馨（英語：Grace Wong Kwan Hing，1986年5月5日—），香港女演員、節目主持及歌手，前無綫電視經理人合約藝員，她於美國紐約長大，為2007年度《全美華埠小姐》第一公主（亞軍）之得主，《2007年度香港小姐競選》亞軍、最上鏡小姐及國際親善小姐得主，2007年度《國際小姐》友誼小姐及前15名。2008年，她參加《舞動奇跡II》，並與拍檔俞灝明奪得冠軍。
2016年，王君馨憑劇集《城寨英雄》「花曼」一角於《萬千星輝頒獎典禮2016》中奪得「最受歡迎電視女角色」獎。

## 簡介

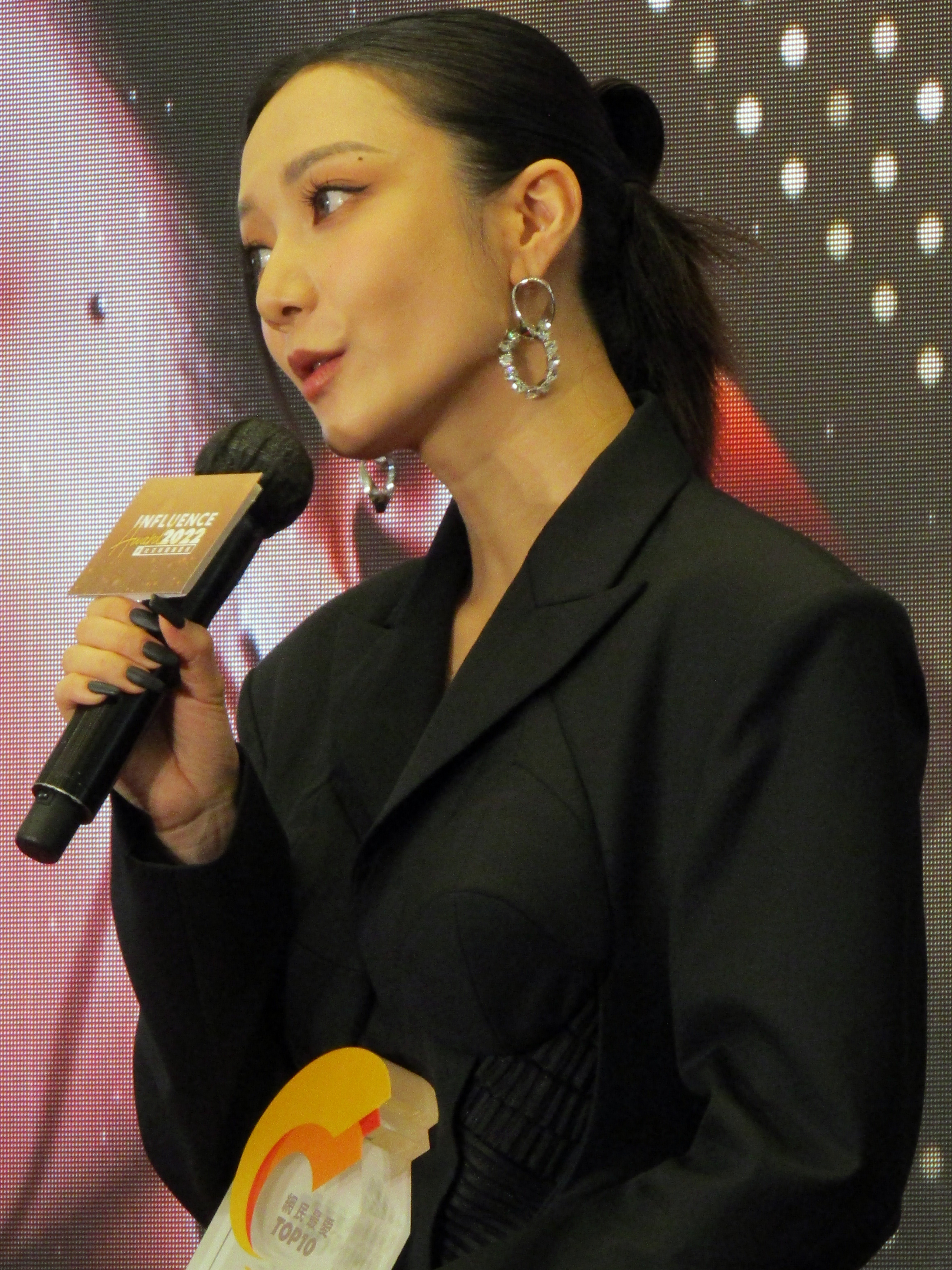
2023年2月28日，王君馨在尖沙咀海港城出席第二屆《香港社交媒體風雲榜》頒獎禮

### 背景
王君馨自4歲離港，一直在美國紐約居住，6岁时連同母亲、哥哥（姓名不详）及姐姐王佳君居住于纽约布鲁克林中华大厦的一个工作室。父親經營壽山石生意，2007年舉家搬到長島價值逾千萬港元的豪宅。王君馨曾就读于纽约唐人街中华公所属下的纽约华侨中文学校学习中文，王君馨分別畢業於位於紐約曼哈頓的以及布朗克斯的布朗克斯科学高中，自小已非常獨立，志願是當嘻哈歌手，在美國麻省巴布森學院（Babson College）攻讀企業管理三年級時，已跟好友組成嘻哈組合「Seven Xpress」。
2007年，王君馨曾參加全美華埠小姐獲得第一公主以及華裔小姐，是楊婉儀及陳法拉的師妹，之後6月回港到香港中文大學作交換生，主修企業管理，同年參加香港小姐競選。
王君馨擅長跳舞。她自幼習舞，15歲時曾在紐約教授失明人士跳舞，亦曾經在紐約曼哈坦舞蹈學院篩選到上海作舞蹈交流。
她在2007年的國際小姐競選中獲得友誼小姐及進入前15名，成為香港代表在國際小姐競選中近22年來最好成績的一位，對上一位獲得名次的香港代表是1985年的王愛倫。而她是第6位獲得友誼小姐的香港代表，也是連續第4年由香港代表獲得友誼小姐獎，之前4位是1981年的狄寶娜摩亞、2002年的胡家惠、2004年的符思思和2005年的朱慧敏。2008年，王君馨作為香港代表之一，參加中港兩地聯合製作的大型節目《舞動奇跡II》，並與拍檔中國藝人俞灝明奪得冠軍，之後開始拍攝電視劇。2012年10月18日，王君馨接受訪問時表示堅決反對婚前性行為，所以自己當時還是處女。王君馨與鍾嘉欣、李亞男、苟芸慧和岑麗香因同為基督新教徒，數人自發組成祈禱小組「Amazing Esthers」，亦常有聚會，數人亦因此言論常為傳媒牽連在一起並稱為「TVB五大處女」。
2013年9月王君馨參加《星夢傳奇》，但因為拍攝劇集《飛虎II》下山跑步戲時不慎嚴重扭傷腳部，而需要坐著演唱。她在11月15日於「星夢娛樂」簽約記者上正式加盟成為歌手，可惜合約不到一年，便以留守劇組拍劇為由與星夢和平解約。
2016年8月王君馨在劇集《城寨英雄》飾演為報家仇而以夜總會領班身份接近九龍城寨三大巨頭的「花曼／朝霞」，演技終於獲得肯定。她憑此劇在《星和無綫電視大獎2016》獲得「我最愛TVB電視女角色」獎及「我最爱TVB荧幕情侣」獎，並在《萬千星輝頒獎典禮2016》以年僅30歲之齡奪得「最受歡迎電視女角色」獎。2017年4月，王君馨在《心理追兇 Mind Hunter》中挑戰飾演高難度角色，飾演患有反社會人格障礙的網台DJ「汪海澄」。基於上述兩劇的精湛演出，她獲推薦領銜主演《是咁的，法官閣下》，飾演出身自中國的新聞主播「莫希萊」，並主唱插曲《戀愛幼稚》。2020年，王君馨為完成多年來的志願，以獨立歌手「G. Racie」名義重新出道，發佈全新國語單曲《Casada》。
王君馨於效力TVB的後期（《城寨英雄》起直至離巢）曾為無綫監製文偉鴻的常用演員。
2021年12月王君馨於社交媒體宣佈離開無綫電視，結束與無綫電視14年之賓主關係。有報導指，她疑似不滿參演劇集《超能使者》中的合作演員劉穎鏇的戲份相比自己多而不與TVB續約。
2022年4月，王君馨參加優酷製作的中國綜藝節目《了不起！舞社》。
2022年9月內地推出全新單曲《別把我對你的愛當作卑微》。

### 感情生活及圈中好友
2016年11月16日，王君馨與拍拖11年的圈外男友Daniel Chang入紙申請註冊結婚。除在網上張貼舉行訂婚派對的相片外，也有與一群圈內外好友慶祝。 兩人在相識紀念日七月十一日假「美國會」設宴擺酒。
2018年，王君馨與丈夫到澳門慶祝結婚周年紀念，表示過程中令她明白到簡單的生活已經是最幸福、甜蜜。2019年，她與丈夫遠赴非洲盧旺達宣教。
王君馨連同鍾嘉欣、李亞男、岑麗香和苟芸慧因同為基督教新教徒，數人自發組成祈禱小組「Amazing Esthers」，亦常有聚會，因此常為傳媒牽連在一起並稱為「TVB五大處女/處女黨」，其後她們全部已婚。

## 演出作品

### 曾參加選美活動
- 2007年 全美華埠小姐竞选
- 2007年 香港小姐竞选
- 2007年 國際小姐竞选

### 電視劇（無綫電視）
| 首播   | 劇名                 | 角色                                |
| 2009年 | 富貴門               | 余依琳（Elsa）                      |
| 2010年 | 老公萬歲             | 蘇單虹（May）                       |
| 2010年 | 女王辦公室           | 周芷若（Margaret）                  |
| 2010年 | 刑警                 | 江愷澄（靚爆）                      |
| 2011年 | 依家有喜             | Jackie                              |
| 2011年 | 洪武三十二           | 祝炎炎（四火妹）                    |
| 2011年 | 紫禁驚雷             | 顏映雪（惠妃）                      |
| 2012年 | 耀舞長安             | 戴可秀                              |
| 2012年 | 飛虎                 | 舒子麗（Laurine）                   |
| 2012年 | 法網狙擊             | 祝雙悅（Moon）                      |
| 2013年 | 女警愛作戰           | 金瑞娜（Goldie）                    |
| 2013年 | 熟男有惑             | 尤蜜（Honey）                       |
| 2013年 | On Call 36小時II     | 凌筠（Amber）                       |
| 2013年 | My盛Lady             | 任慕蓮                              |
| 2013年 | 舌劍上的公堂         | 孫楚楚                              |
| 2014年 | 飛虎II               | 舒子麗（Laurine）                   |
| 2014年 | 老表，你好hea！      | 芭芭拉（青年）                      |
| 2015年 | 華麗轉身             | 藍汀雅（Lydia）                     |
| 2015年 | 枭雄                 | 楚婷婷                              |
| 2016年 | 公公出宮             | 金帶弟                              |
| 2016年 | 城寨英雄             | 花曼（花大班）／朝霞'               |
| 2017年 | 心理追兇 Mind Hunter | 汪海澄（海澄）                      |
| 2017年 | 超時空男臣           | 汪以珊（Sandy）／郭倩               |
| 2017年 | 性在有情             | 鍾瑛敏／丹丹                        |
| 2018年 | 是咁的，法官閣下     | 莫希萊（Ophelia）／王君馨（第17集） |
| 2019年 | 鐵探                 | 楊曉怡                              |
| 2021年 | 失憶24小時           | 游菲兒（Freeya）                    |
| 2021年 | 我家無難事           | 莊致澄                              |
| 2022年 | 鐵拳英雄             | 程安娜／路見雪                      |
| 2022年 | 超能使者             | 韋瑞琦                              |

### 電視節目（無綫電視）
| 年份          | 節目        |                                          |
| 2008年        | 首都闖蕩    | 主持                                     |
| 2009年        | 魔法擂台    | 美女觀魔團團員                           |
| 2009年        | 潮女郎      | 主持                                     |
| 2010年        | 為食總司令  | 主持                                     |
| 2011年        | 日日有食神V | 主持                                     |
| 2014年        | 家家行運菜  |                                          |
| 2021年        | 盛·舞者     | 星級導師                                 |
| 2021年-2022年 | 仨心友行2   | 主持之一（與黎諾懿丶姚子羚及龔嘉欣合作） |

### 電視節目（ViuTV）
| 年份   | 節目      |      |
| 2023年 | 全民造星V | 評判 |

### 電影
| 年份   | 片名                            | 角色             |
| 2011年 | 勁抽福祿壽                      | 護士             |
| 2012年 | 天生愛情狂                      | 茶餐廳情侶       |
| 2013年 | 風暴                            | 女受害人（市民） |
| 2016年 | 賭城風雲III                     | 警察             |
| 2016年 | 使徒行者                        | CIB              |
| 2016年 | 鬥艷                            | 馮寧寧           |
| 2018年 | 榮譽至上之精武大英雄 (網絡電影) | 秀慧             |
| 2019年 | 使徒行者2：諜影行動             |                  |
| 2021年 | 醉爆閨蜜                        | 紙巾             |
| 2023年 | 天龙八部之乔峰传                | 馬夫人           |
| 筹备中 | 情非得已                        |                  |

### 舞動奇跡第二季
- 王君馨於第五場至決戰之夜均與俞灝明搭檔，組成「小明馨」。

| 日期          | 場數     | 單位         | 舞種               | 結果 | 總分數 | 排名   |
| 2008年4月17日 | 第一場   | 男藝人待定賽 | /                  | /    | /      | /      |
| 2008年4月18日 | 第二場   | 女藝人待定賽 | 森巴               | 晉級 | 17.39  | 第五名 |
| 2008年4月24日 | 第三場   | 男藝人10進9  | /                  | /    | /      | /      |
| 2008年4月25日 | 第四場   | 女藝人10進9  | Hip Hop×爵士       | 晉級 | 18.16  | 第二名 |
| 2008年5月2日  | 第五場   | 第五場       | 森巴×恰恰 ×牛仔    | 晉級 | 16.37  | 第七名 |
| 2008年5月9日  | 第五場   | 第五場       | 森巴×恰恰 ×牛仔    | 晉級 | 16.37  | 第四名 |
| 2008年5月29日 | 第五場   | 第五場       | 森巴×恰恰 ×牛仔    | 晉級 | 17.27  | 第五名 |
| 2008年5月30日 | 第八場   | 組合8進6     | 現代舞×摩登舞      | 晉級 | 35.32  | 第三名 |
| 2008年6月6日  | 第九場   | 第一輪       | 爵士(王君馨出賽)   | /    | 18.15  | 第一名 |
| 2008年6月6日  | 第九場   | 第二輪       | 鬥牛               | 晉級 | 18.87  | 第一名 |
| 2008年6月13日 | 決戰之夜 | 第一輪       | 現代舞(俞灝明出賽) | /    | 17.7   | 第一名 |
| 2008年6月13日 | 決戰之夜 | 第二輪       | 探戈               | /    | 17.72  | 第一名 |
| 2008年6月13日 | 決戰之夜 | 第三輪       | 現代舞             | /    | 18.87  | 第一名 |
| 2008年6月13日 | 決戰之夜 | /            | /                  | 冠軍 | 54.29  | 第一名 |

### MV
- 王君馨 -《她最好》、《Casada》、《尖叫》、《別把我對你的愛當作卑微》、《Light It Up》
- 王君馨、鍾舒漫 -《隱型》
- 王君馨、麥秋成、狄易達 -《Dance For Life》
- 鍾嘉欣 -《得閒找你》
- 湖南衛視 & TVB 群星抗震（及其一週年活動）歌曲《因為愛》
- 林峯 -《如果時間來到》

## 音樂作品

### 從未出版單曲
2009年
- 《守護甜心 （页面存档备份，存于）》（動畫《守護蛋精靈》粵語片頭曲》

2013年
- 《If I Believe》

2014年
- 《Switch On！ （页面存档备份，存于）》（又名：《幪面超人Switch On！》，特攝《幪面超人Fourze》粵語片頭曲）
- 《她最好》電視劇《寒山潛龍》片尾曲
- 《是非》與羅鈞滿合唱（電視劇《宦海奇官》主題曲）

2016年
- 《講》連同陳敏之、阮兆祥、鄭世豪、何雁詩和羅鈞滿合唱

2017年
- 《隱型》與鍾舒漫合唱

2018年
- 《戀愛幼稚》（電視劇《是咁的，法官閣下》插曲）

2020年
- 《Casada》（最佳成績︰2020年8月15日（第33週）903專業推介／2020年9月26日（第39週）Chill Club推介榜亞軍，繼2008年12月6日胡杏兒《單身旅行》後，相隔12年後再有港姐三甲出身的女歌手奪得903專業推介 亞軍，第一首是1991年鄺美雲《親近我》）

2021年
- 《尖叫》
- 《Dance For Life》連同麥秋成和狄易達合唱（真人秀節目《盛．舞者》主題曲）

2022年
- 《別把我對你的愛當作卑微》

2023年
- 《Light It Up》
- 《Fly Me To You》

2024年
- 《GET DOWN》

### 派台歌曲成績
| 派台歌曲成績（四台）  | 派台歌曲成績（四台） | 派台歌曲成績（四台） | 派台歌曲成績（四台） | 派台歌曲成績（四台） | 派台歌曲成績（四台） | 派台歌曲成績（四台）                    | 派台歌曲成績（四台）                    |      |
| --------------------- | -------------------- | -------------------- | -------------------- | -------------------- | -------------------- | --------------------------------------- | --------------------------------------- | ---- |
| 唱片                  | 歌曲                 | 903                  | RTHK                 | 997                  | TVB                  | 備註                                    | 備註                                    |      |
| 2014年                |                      |                      |                      |                      |                      |                                         |                                         |      |
| TV Love Songs Forever | 她最好               | -                    | -                    | -                    | 7                    | 首支派台歌 無綫電視劇《寒山潛龍》片尾曲 | 首支派台歌 無綫電視劇《寒山潛龍》片尾曲 |      |
| 派台歌曲成績（五台）  |                      |                      |                      |                      |                      |                                         |                                         |      |
| 唱片                  | 歌曲                 | 903                  | RTHK                 | 997                  | TVB                  | ViuTV                                   | 備註                                    | 備註 |
| 2020年                |                      |                      |                      |                      |                      |                                         |                                         |      |
|                       | Casada（國）         | 2                    | 10                   | 4                    | -                    | 2                                       | 無間音樂華語勁歌金榜：1                 |      |
| 2021年                |                      |                      |                      |                      |                      |                                         |                                         |      |
|                       | 尖叫（國）           | -                    | -                    | 4                    | 10                   | 7                                       | 無間音樂華語勁歌金榜：5                 |      |
| 2023年                |                      |                      |                      |                      |                      |                                         |                                         |      |
|                       | Light It Up（英）    | -                    | -                    | -                    | -                    | 5                                       | 903豁達推介：5                          |      |
|                       | Fly Me To You        | 16                   | 2                    | -                    | -                    | -                                       | 加拿大至 HIT 中文歌曲排行榜：13         |      |
| 2024年                |                      |                      |                      |                      |                      |                                         |                                         |      |
|                       | GET DOWN             | -                    | -                    | 15                   | -                    | -                                       | Featuring The Afroseas                  |      |

| 各台冠軍歌總數 | 各台冠軍歌總數 | 各台冠軍歌總數 | 各台冠軍歌總數 | 各台冠軍歌總數 | 各台冠軍歌總數    | 各台冠軍歌總數    | 各台冠軍歌總數 |
| -------------- | -------------- | -------------- | -------------- | -------------- | ----------------- | ----------------- | -------------- |
| 四台a          | 903            | RTHK           | 997            | TVB            | 備註              | 備註              | 備註           |
| 四台a          | 0              | 0              | 0              | 0              | 四台冠軍歌總數：0 | 四台冠軍歌總數：0 |                |
| 五台b          | 903            | RTHK           | 997            | TVB            | ViuTV             | 備註              |                |
| 五台b          | 0              | 0              | 0              | 0              | 0                 | 五台冠軍歌總數：0 |                |

- （*）仍在榜上
- （-）未能上榜
- （×）沒有派往該台
- （(1)）兩週冠軍
- ^  注解a：包括2020年後的冠軍歌曲
- ^  注解b：2020年起

## 音樂會
| 日期         | 名稱                                   | 場地       | 備註 |
| ------------ | -------------------------------------- | ---------- | ---- |
| 2023年6月8日 | LIGHT IT UP G.Racie 王君馨 1st Concert | 麥花臣場館 |      |

## 獎項及提名

### 萬千星輝頒獎典禮
| 年份   | 獎項                    | 劇集                                                                       | 角色／歌曲                                           | 結果     |
| ------ | ----------------------- | -------------------------------------------------------------------------- | ---------------------------------------------------- | -------- |
| 2013年 | 飛躍進步女藝員          | 《法網狙擊》 《女警愛作戰》 《熟男有惑》 《On Call 36小時II》 《My盛Lady》 | 不適用                                               | 提名     |
| 2014年 | 最受歡迎劇集歌曲        | 《寒山潛龍》                                                               | 她最好                                               | 提名     |
| 2015年 | 最受歡迎劇集歌曲        | 《宦海奇官》                                                               | 是非（與羅鈞滿合唱）                                 | 提名     |
| 2016年 | 最受歡迎電視女角色      | 《城寨英雄》                                                               | 花 曼                                                | 獲獎     |
| 2016年 | 最佳女配角              | 《城寨英雄》                                                               | 花 曼                                                | 最後三強 |
| 2016年 | 最受歡迎劇集歌曲        | 《性在有情》                                                               | 講（連同陳敏之、阮兆祥、鄭世豪、羅鈞滿和何雁詩合唱） | 提名     |
| 2017年 | 最佳女主角              | 《超時空男臣》                                                             | 郭 倩／汪以珊                                        | 提名     |
| 2017年 | 最受歡迎電視女角色      | 《心理追兇 Mind Hunter》                                                   | 汪海澄                                               | 提名     |
| 2018年 | 最佳女主角              | 《是咁的，法官閣下》                                                       | 莫希萊                                               | 提名     |
| 2018年 | 最受歡迎電視女角色      | 《是咁的，法官閣下》                                                       | 莫希萊                                               | 最後五強 |
| 2018年 | 新加坡最喜愛TVB女主角   | 《是咁的，法官閣下》                                                       | 莫希萊                                               | 提名     |
| 2018年 | 馬來西亞最喜愛TVB女主角 | 《是咁的，法官閣下》                                                       | 莫希萊                                               | 提名     |
| 2018年 | 最受歡迎劇集歌曲        | 《是咁的，法官閣下》                                                       | 戀愛幼稚                                             | 提名     |
| 2019年 | 最佳女主角              | 《鐵探》                                                                   | 楊曉怡                                               | 提名     |
| 2019年 | 最受歡迎電視女角色      | 《鐵探》                                                                   | 楊曉怡                                               | 提名     |
| 2021年 | 最佳女主角              | 《失憶24小時》                                                             | 游菲兒                                               | 提名     |
| 2021年 | 最佳女主角              | 《我家無難事》                                                             | 莊致澄                                               | 提名     |
| 2021年 | 最受歡迎電視女角色      | 《我家無難事》                                                             | 莊致澄                                               | 提名     |
| 2021年 | 馬來西亞最喜愛TVB女主角 | 《我家無難事》                                                             | 莊致澄                                               | 提名     |
| 2021年 | 馬來西亞最喜愛TVB女主角 | 《失憶24小時》                                                             | 游菲兒                                               | 提名     |

### TVB 馬來西亞星光薈萃頒獎典禮
| 年份   | 獎項                     | 劇集                              | 角色／拍檔 | 結果     |
| ------ | ------------------------ | --------------------------------- | ---------- | -------- |
| 2013年 | TVB最具潛質女藝員        | 《熟男有惑》 《On Call 36小時II》 | 不適用     | 提名     |
| 2013年 | 最喜愛TVB女配角          | 《熟男有惑》                      | 尤 蜜      | 提名     |
| 2016年 | 最喜愛TVB女配角          | 《城寨英雄》                      | 花 曼      | 最後三強 |
| 2016年 | 最喜愛TVB電視角色        | 《城寨英雄》                      | 花 曼      | 獲獎     |
| 2016年 | 最喜愛TVB熒幕情侶        | 《城寨英雄》                      | 與袁偉豪   | 最後三強 |
| 2016年 | 2016年紅爆網絡新鮮人大獎 | 不適用                            | 不適用     | 獲獎     |
| 2017年 | 最喜愛TVB女主角          | 《心理追兇 Mind Hunter》          | 汪海澄     | 提名     |
| 2017年 | 最喜愛TVB電視角色        | 《心理追兇 Mind Hunter》          | 汪海澄     | 提名     |

### 星和無綫電視大獎
| 年份   | 獎項                | 劇集           | 角色／拍檔    | 結果 |
| ------ | ------------------- | -------------- | ------------- | ---- |
| 2016年 | 我最愛TVB女配角     | 《城寨英雄》   | 花 曼         | 提名 |
| 2016年 | 我最愛TVB電視女角色 | 《城寨英雄》   | 花 曼         | 獲獎 |
| 2016年 | 我最愛TVB熒幕情侶   | 《城寨英雄》   | 與袁偉豪      | 獲獎 |
| 2017年 | 我最愛TVB女主角     | 《超時空男臣》 | 汪以珊／郭 倩 | 提名 |
| 2017年 | 我最愛TVB電視女角色 | 《超時空男臣》 | 汪以珊／郭 倩 | 提名 |
| 2017年 | 我最愛TVB熒幕情侶   | 《超時空男臣》 | 與曹永廉      | 提名 |

### 觀眾在民間電視大奬
| 年份   | 獎項           | 劇集                      | 角色   | 結果       |
| ------ | -------------- | ------------------------- | ------ | ---------- |
| 2016年 | 民選飛躍女藝員 | 《公公出宮》 《城寨英雄》 | 不適用 | 得票第二名 |
| 2016年 | 民選最佳女配角 | 《城寨英雄》              | 花 曼  | 得票第二名 |
| 2017年 | 民選最佳女配角 | 《心理追兇 Mind Hunter》  | 汪海澄 | 得票第五名 |

### 其他獎項
| 年份   | 頒獎典禮                       | 獎項             | 歌曲／拍檔      | 結果 |
| ------ | ------------------------------ | ---------------- | --------------- | ---- |
| 2007年 | 全美華埠小姐                   | 第一公主         | 不適用          | 獲獎 |
| 2007年 | 全美華埠小姐                   | 華商小姐稱號     | 不適用          | 獲獎 |
| 2007年 | 香港小姐                       | 國際親善小姐     | 不適用          | 獲獎 |
| 2007年 | 香港小姐                       | 最上镜小姐       | 不適用          | 獲獎 |
| 2007年 | 香港小姐                       | 亞軍             | 不適用          | 獲獎 |
| 2007年 | 國際小姐                       | 友誼小姐         | 不適用          | 獲獎 |
| 2007年 | 國際小姐                       | 前十五名入围     | 不適用          | 獲獎 |
| 2008年 | 舞動奇跡                       | 冠軍             | 與俞灝明        | 獲獎 |
| 2009年 | 2009年度十大兒歌金曲頒獎典禮   | 十大兒歌金曲     | 《守護甜心》    | 獲獎 |
| 2014年 | 2014年度新城勁爆勵志兒歌頒獎禮 | 新城勁爆勵志兒歌 | 《Switch On！》 | 獲獎 |
| 2020年 | 2020年度勁歌金曲頒獎典禮       | 華語金曲獎       | 《Casada》      | 獲獎 |
| 2021年 | 新城勁爆頒獎禮2021             | 勁爆躍進歌手     | 不適用          | 獲獎 |

## 資料來源
1. ↑  . 香港01. 2020年7月12日.
2. ↑  王君馨鍾舒漫出席《1040》首映 見證信主後改變
3. ↑  .   [2016-11-22]. （原始内容存档于2016-11-23）.
4. ↑  . G R A C E W O N G 王君馨（@gwgurlie86）Instagram. 3月30日.
5. ↑  祝賀交換生王君馨榮獲香港小姐亞軍[永久]
6. ↑  .   [2007-10-17]. （原始内容存档于2015-09-24）.
7. ↑  . 蘋果日報. 2012年10月18日.
8. ↑  . 東方互動. 2012年10月18日. （原始内容存档于2014年1月10日）.
9. ↑  . 蘋果日報 (香港). 2013年8月17日  [2013年9月23日]. （原始内容存档于2013年9月28日）.
10. ↑  . 香港01. 2021-12-18  [2021-12-18]. （原始内容存档于2021-12-18）.
11. ↑  . weibo.cn.   [2022-05-24]. （原始内容存档于2022-06-01）.
12. ↑  . 星島日報. 2023-05-17  [2024-01-23]. （原始内容存档于2024-01-23） （中文）.
13. ↑  . 蘋果日報 (香港). 2016-11-22  [2016-11-22]. （原始内容存档于2016-11-23）.
14. ↑  . 明報. 2016-11-22  [2016-11-22]. （原始内容存档于2016-11-23）.
15. ↑  .   [2017-05-12]. （原始内容存档于2017-08-24）.
16. ↑  .   [2018-07-26]. （原始内容存档于2018-07-26）.
17. ↑  . 明周娛樂. 2019-10-15  [2019-11-09]. （原始内容存档于2019-11-09） （美国英语）.

## 外部連結
- （繁體中文） 王君馨的新浪微博
- 王君馨在香港影庫上的簡介
- 王君馨的Facebook專頁
- 王君馨的Instagram帳戶

| 前任： 周家蔚 | 香港小姐競選亞軍 2007年 | 繼任： 陳倩揚 |

| 前任： 周家蔚 | 香港小姐競選最上鏡小姐 2007年 | 繼任： 馬賽 |

| 前任： 陳茵媺 | 香港小姐競選友誼小姐 2007年 | 繼任： 陳倩揚 |